# Kiljasjön
Kiljasjön är en sjö i Karlskrona kommun i Blekinge och ingår i Lyckebyåns huvudavrinningsområde. Sjön är 4,8 meter djup, har en yta på 0,199 kvadratkilometer och är belägen 72,3 meter över havet.

## Delavrinningsområde
Kiljasjön ingår i det delavrinningsområde (624164-149354) som SMHI kallar för Mynnar i Stora Åsjön. Medelhöjden är 96 meter över havet och ytan är 21,5 kvadratkilometer. Det finns inga avrinningsområden uppströms utan avrinningsområdet är högsta punkten. Lillån som avvattnar avrinningsområdet har biflödesordning 2, vilket innebär att vattnet flödar genom totalt 2 vattendrag innan det når havet efter 16 kilometer. Avrinningsområdet består mestadels av skog (81 procent). Avrinningsområdet har 0,4 kvadratkilometer vattenytor vilket ger det en sjöprocent på 1,9 procent.